# プリンセスハイウェイ
プリンセスハイウェイ（Princes Highway）とは、オーストラリアのシドニーからポートオーガスタまでを海岸に沿って結ぶ国道である。全長は1,898kmで、3つの州都（シドニー、メルボルン、アデレード）を結ぶ重要な路線である。路線番号はA1（一般道路区間）とM1（高速道路区間）。
しかし、シドニーからメルボルンまでは内陸を通るヒューム・ハイウェイの方が近く、メルボルンからアデレードまではウェスタン・ハイウェイ、デュークス・ハイウェイの方が近い。
この道路は、1920年にプリンス・オブ・ウェールズ（後のエドワード8世）が訪豪した記念に付けられた名称である。

## ルート

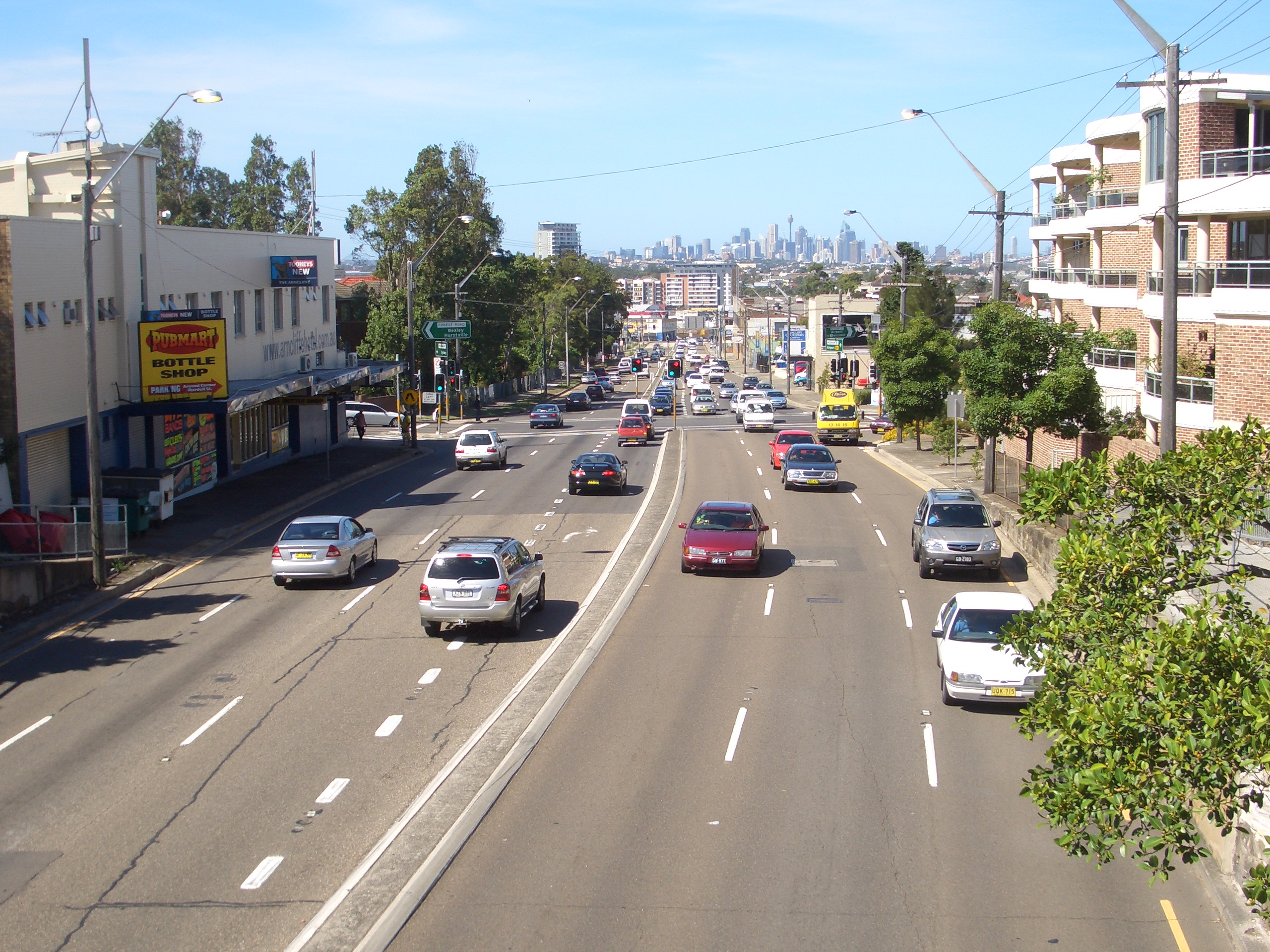
ニューサウスウェールズ州、アーンクリフの国道1号線

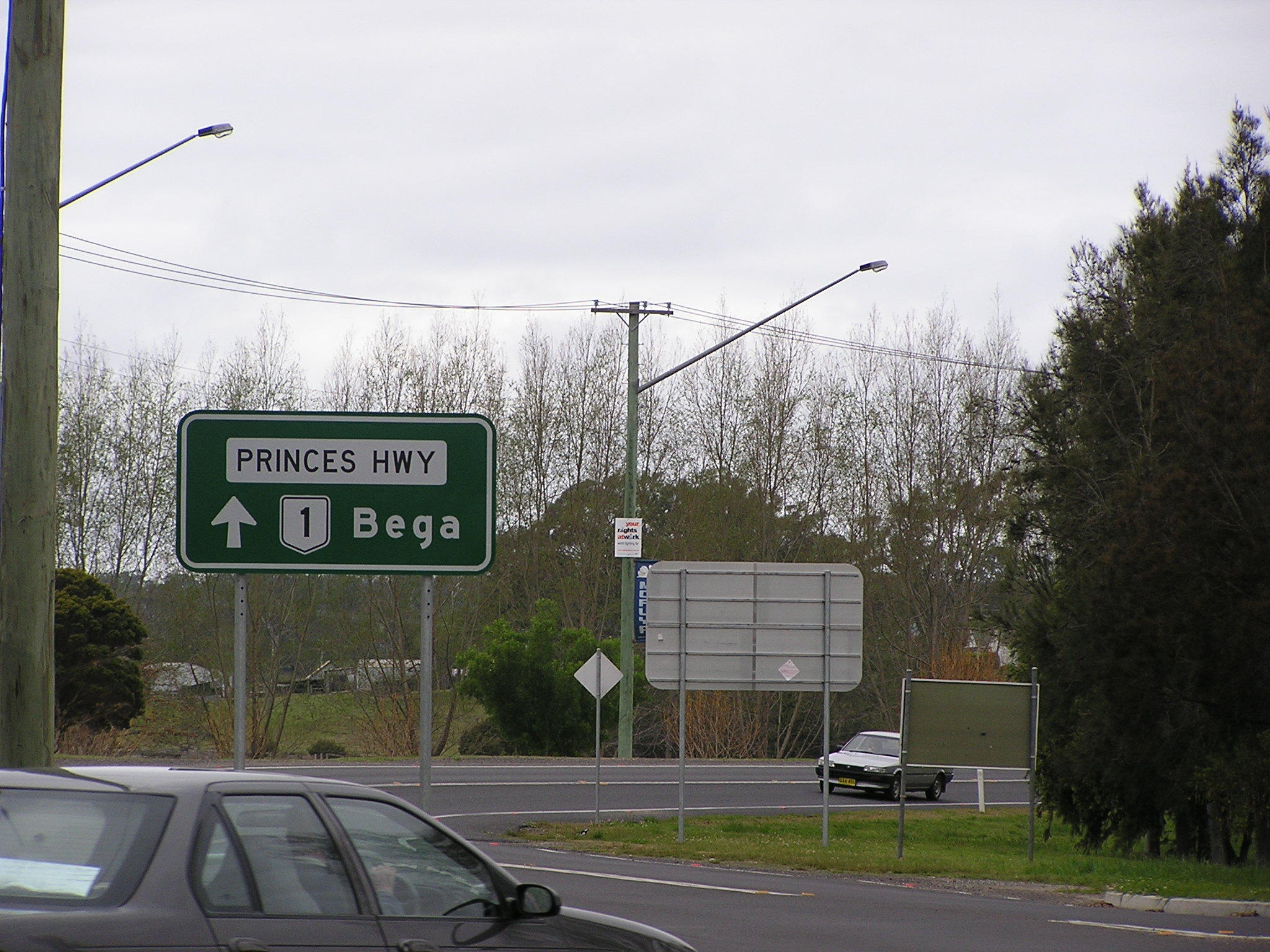
ニューサウスウェールズ州、モルヤの国道1号線

- ニューサウスウェールズ州
- ビクトリア州
- 南オーストラリア州

## 主な経由地
- シドニー（NSW）
- ウロンゴン（NSW)
- ナウラ（NSW)
- バーンズデイル（VIC）
- セール（VIC）
- トラルゴン（VIC）
- メルボルン（VIC）
- ジーロング（VIC）
- コーラック（VIC）
- ウォーナンブール（VIC）
- マウントガンビア（SA)
- ミリセント（SA）
- キングストン・SE（SA）
- マレーブリッジ（SA）
- アデレード（SA)